# Brunstatt-Didenheim
Brunstatt-Didenheim je francouzská obec v departementu Haut-Rhin v regionu Grand Est. Vznikla 1. ledna 2016 sločením obcí Brunstatt a Didenheim. V roce 2013 zde žilo v původních obcích 7 932 obyvatel. Obec patří do aglomerace města Mylhúzy. Je centrem kntonu Brunstatt.

## Poloha obce
Sousední obce jsou: Bruebach, Flaxlanden, Hochstatt, Morschwiller-le-Bas, Mylhúzy, Riedisheim a Zillisheim